# XXXII Puchar Gordona Bennetta (balonowy)
32 Puchar Gordona Bennetta – zawody balonów wolnych o Puchar Gordona Bennetta zorganizowane w Bregencji w Austrii. Start nastąpił 23 października 1988 roku.

## Uczestnicy
Wyniki zawodów.
| Zajęte miejsce | Balon             | Załoga Pilot Pomocnik pilota         | Kraj              | Czas lotu [h] | Odległość [km] | Miejsce lądowania         |
| -------------- | ----------------- | ------------------------------------ | ----------------- | ------------- | -------------- | ------------------------- |
| 1.             | OE-PZS Polarstern | Josef Starkbaum Gerd Scholz          | Austria           | 41:09         | 1110,90        | Klenike, Skopje (F_YUG)   |
| 2.             | SP-BZO Polonez    | Stefan Makné Grzegorz Antkowiak      | Polska            | 43:07         | 677,50         | Split (F_YUG)             |
| 3.             |                   | David Levin Jim M. Schiller          | Stany Zjednoczone | 20:14         | 648,60         | Slovanska Pozega (F_YUG)  |
| 4.             |                   | Hans Jörg Fröhlin Christian Stoll    | Szwajcaria        | 18:13         | 646,10         | Podravska Slatina (F_YUG) |
| 5.             |                   | Lawrence Hyde Charles Dewey Reinhard | Stany Zjednoczone | 19:35         | 645,10         | Nova Graditzka (F_YUG)    |
| 6.             |                   | Helma Sjuts Alfred Derks             | RFN               | 20:26         | 644,10         | Banja Luka (F_YUG)        |
| 7.             |                   | Karl Spenger Alfred Nater            | Szwajcaria        | 20:39         | 631,10         | Nova Graditzka (F_YUG)    |
| 8.             |                   | Gustav Vormbäumen Bernd Sundermeier  | RFN               | 20:36         | 629,70         | Nova Graditzka (F_YUG)    |
| 9.             | SP-BZR Polonia    | Ireneusz Cieślak Waldemar Ozga       | Polska            | 17:52         | 629,10         | Virovitica (F_YUG)        |
| 10.            |                   | Thomas Fink Erich Märkl              | RFN               | 19:53         | 623,80         | Virovitica (F_YUG)        |
| 11.            |                   | Randy Woods Gordon Boring            | Stany Zjednoczone | 18:58         | 599,90         | Kutina (F_YUG)            |
| 12.            |                   | Peter Vizzard Steve Griffin          | Australia         | 17:31         | 591,80         | Garesnica (F_YUG)         |
| 13.            |                   | Gerold Signer Silvan Osterwalder     | Szwajcaria        | 20:40         | 583,90         | Dubica (F_YUG)            |